# Fongers

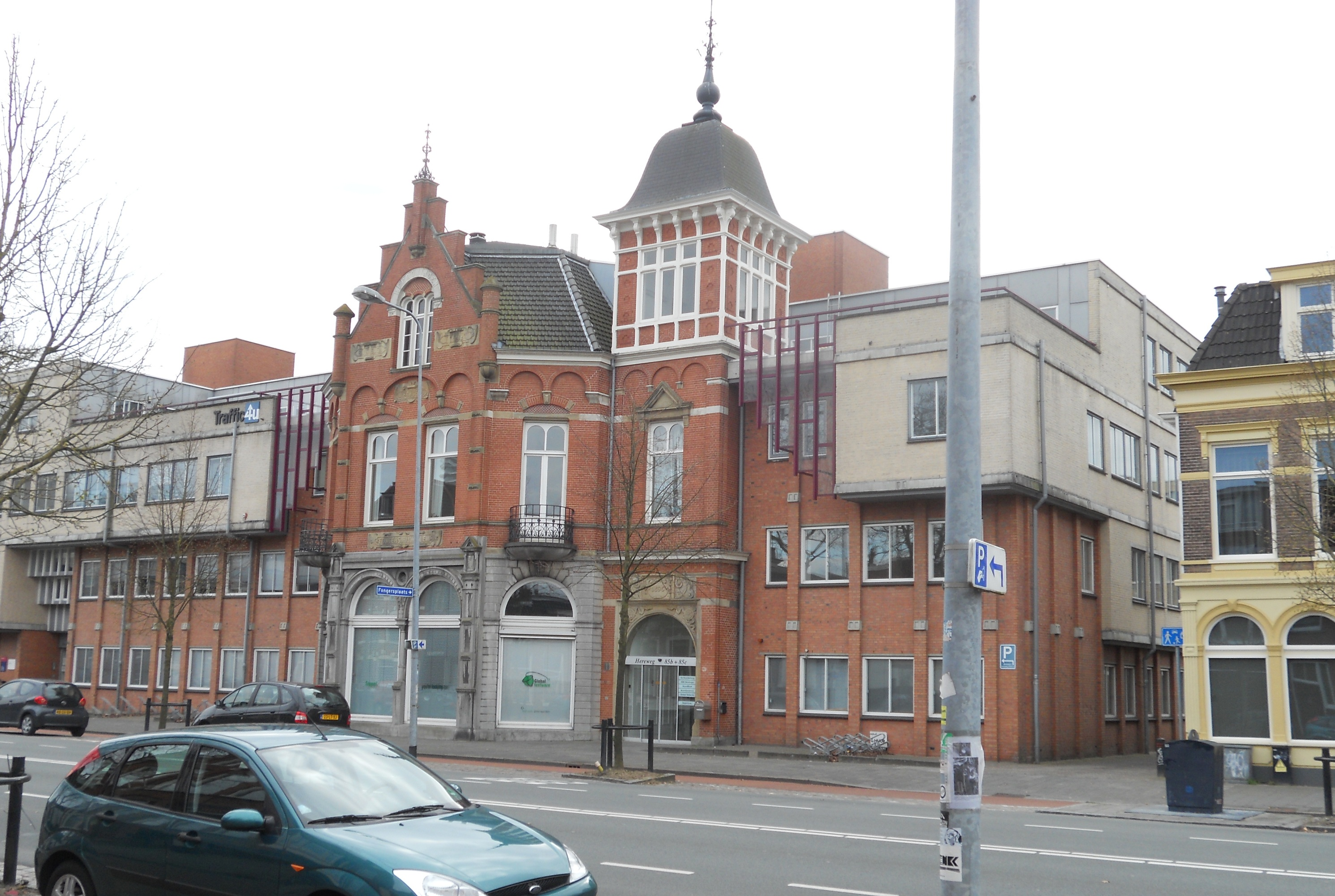
Ehemaliges Fabrikgebäude in Groningen, Hereweg

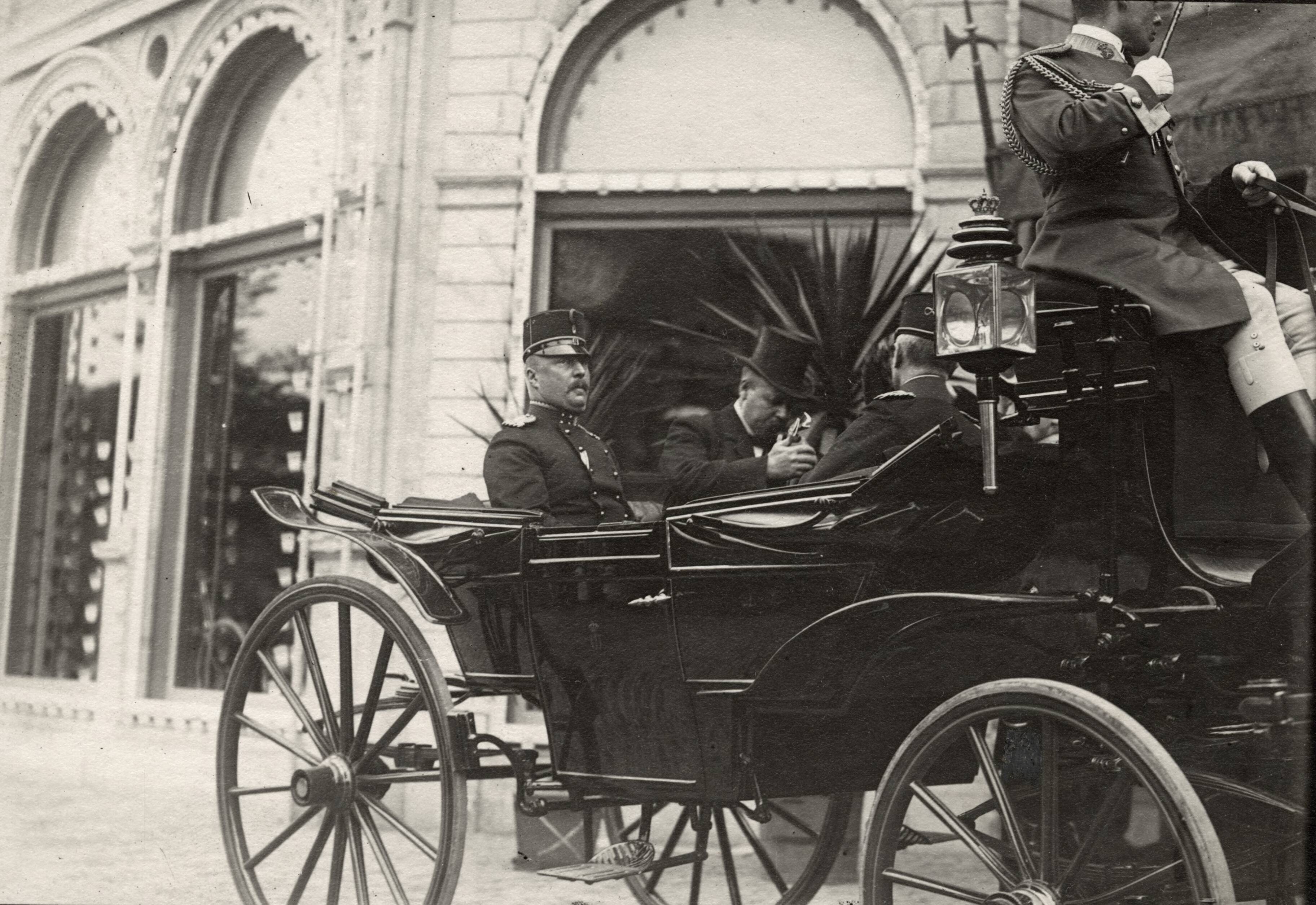
Prinz Hendrik, Ehemann von Königin Wilhelmina, besucht die Fongersfabrik (1909)

Fongers war ein niederländischer Fahrrad-, Moped- und Motorradhersteller. Das Unternehmen wurde 1884 in Groningen gegründet. Es leistete neben dem Fahrradhersteller Burgers Pionierarbeit in der Entwicklung des klassischen niederländischen Tourenrades und widmete sich insbesondere der Herstellung von hochwertigen Fahrrädern, die zumindest bis 1910 der kaufkräftigen Oberschicht der Bevölkerung vorbehalten waren. Fongers entwickelte eine eigene Produktlinie mit vielen speziellen Details, wie dem Fongers Lenkerschloss, einer stangenbetätigten Felgenbremse oder auch dem Fongers Hygienesattel. Der Bau von Motorrädern, vornehmlich in den 1910er- und 1920er-Jahren und von Mopeds in den 1950er- und 1960er-Jahren, gehörte eher zu den Nebentätigkeiten von Fongers.
Das Unternehmen gehörte neben Burgers, Simplex und Gazelle zu den sogenannten „Großen Vier“ der niederländischen Fahrradindustrie.

## Geschichte
Der aus Warffum in der nördlichen niederländischen Provinz Groningen stammende Schmied Albertus Fongers ließ sich 1871 mit einer Schmiede in der Stadt Groningen nieder und begann 1884 in kleinem Rahmen mit der Herstellung von Fahrrädern. Bis sich Fongers auf die Produktion von Fahrrädern konzentrierte, firmierte das Unternehmen als Fabrik für Kutschen, Fahrräder, Sulkys sowie Vorrichtungen für Hufeisen. 1895 stellte Fongers seine Modelle bei einer Ausstellung im Amsterdamer Paleis voor Volksvlijt vor, die von der neu gegründeten Vereinigung der niederländischen Fahrradindustrie (De Nederlandse Rijwielindustrie) organisiert worden war. Dort stellte Fongers eine Reihe von Veloziped-Modellen aus, die deutlich billiger als die Räder von britischen, amerikanischen und deutschen Marken waren.
1896 gründete Fongers die Aktiengesellschaft NV De Groninger Rijwielenfabriek A. Fongers, voorheen alleen onder de naam A. Fongers’, um mit einer industriellen Fahrradfertigung in größerem Umfang zu beginnen. Im März 1897 wurde die Produktion von der Schmiede in ein neues Fabrikgebäude verlegt. Neben Hochrädern gehörte zunehmend auch das englische Sicherheitsniederrad zur Produktpalette von Fongers, das er in verschiedenen Varianten baute. 1918 beschäftigte Fongers mehr als 300 Mitarbeiter und war der zweitgrößte Arbeitgeber in Groningen; jährlich wurden 5000 bis 6000 Räder produziert. Nach dem Tod von Albert Fongers trat sein Sohn Ties 1921 den Vorsitz in der Fongers-AG an, den er bis zu seinem Tod im Jahr 1944 innehatte.
In den 1920er- und 1930er-Jahren musste das Unternehmen Produktionskosten und Preise zunehmend senken, da sich das Fahrrad vom vormals exklusiven zum Massenartikel entwickelt hatte: In den 1890er-Jahren kostete ein durchschnittliches Fahrrad etwa 300 Gulden. Bis 1935 fielen die Preise allmählich auf etwa 60 Gulden (das billigste Modell kostete damals sogar nur 37,50 Gulden). Nach diesem Tiefststand begann ein langsamer Anstieg, bis ein Fongers-Rad 1970 mit ca. 350 Gulden fast den gleichen Preis hatte wie 1890. G. Minck berechnete, dass man 1890 ungefähr ein halbes Jahr für den Anschaffungspreis eines Fahrrads arbeiten musste. In den 1930er-Jahren lag dies bei etwa einem Monat und in den 1960er-Jahren bei zwei Wochen. Fongers hatte auch prominente Kunden, wie etwa Edsel Ford und die königliche Familie.
Während des Zweiten Weltkriegs kam die Produktion fast gänzlich zum Erliegen, nach dem Krieg erholte sich der Absatz dank eines Nachholbedarfs. Im Laufe der 1950er-Jahre stieg die Nachfrage nach sportlichen Rädern, ein Trend, den Fongers verpasste. 1961 kam es zur Übernahme durch den Fahrradhersteller Phoenix aus Leeuwarden. Wenige Jahre später übernahm Phoenix auch den Hersteller Germaan aus Meppel und nannte sich seitdem PFG (Phoenix/Fongers/Germaan). 1969 wurde die PFG von Batavus übernommen. 1971 wurde die Fahrradproduktion in Groningen endgültig beendet. Der Markenname Fongers wurde von Batavus noch lange Zeit verwendet.

## Fabrikgebäude

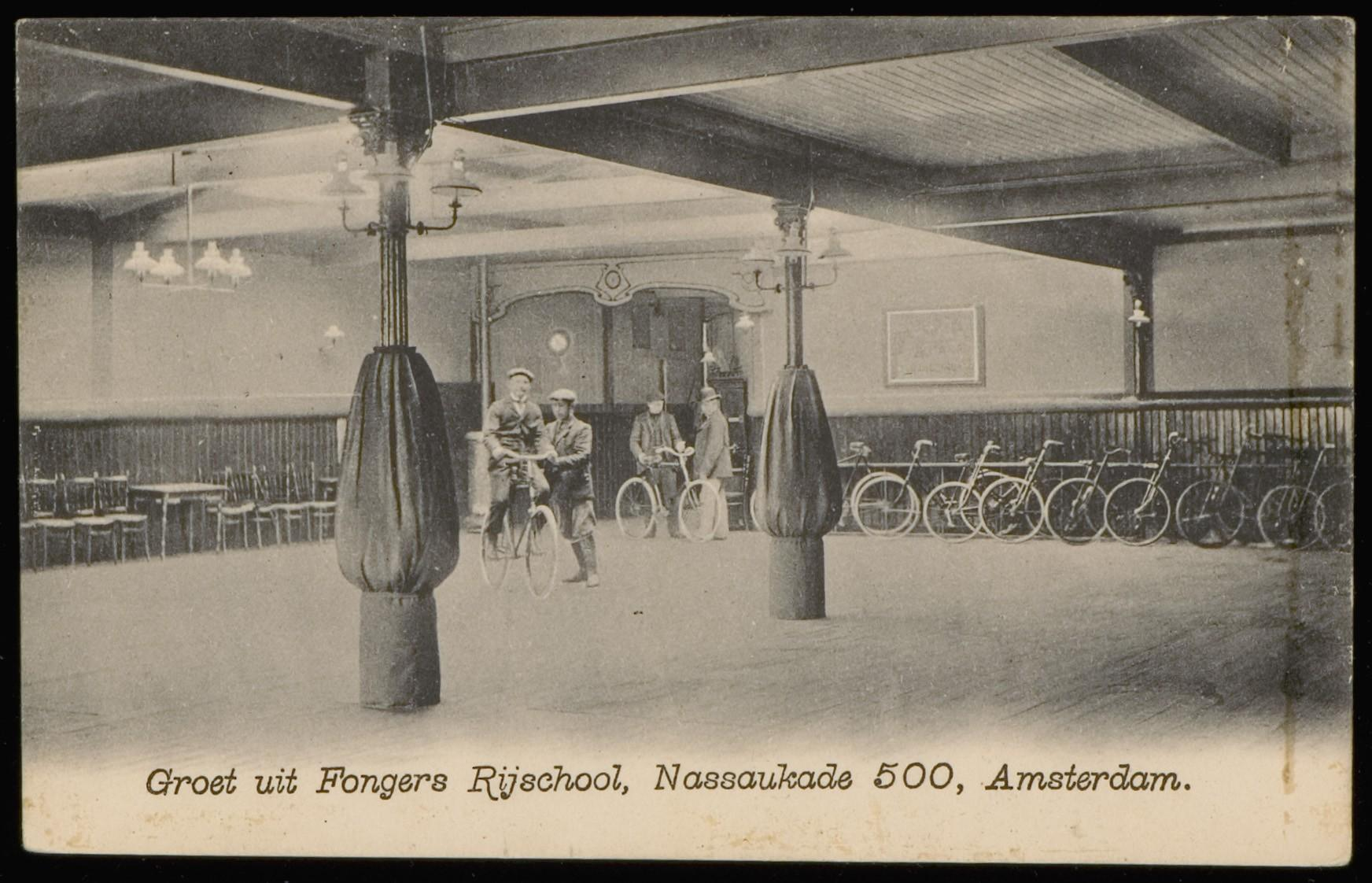
Die Fongers Rijschool in Amsterdam (ca. 1901)

Im März 1897 wurde das Fabrikgebäude, dessen Bau und Einrichtung mit dem angesammelten Kapital von 400 Aktien zum Stückpreis von 1000 Niederländischen Gulden (fl) finanziert wurde, in Groningen-Süd in Betrieb genommen. Der Gebäudekomplex bestand aus drei Hallen mit einer Länge von jeweils 100 Metern und einem vorstehenden reich verzierten Hauptgebäude im Neorenaissancestil, der für diese Zeit charakteristisch war. Im Haupthaus war die Führungs- und Verwaltungsetage untergebracht. Zur Straße hin lag ein Ladengeschäft und direkt dahinter eine Radfahrschule, in der noch bis 1940 das Fahrradfahren geübt werden konnte. 1936 ließ Fongers unter dem Motto „Rijdt Veilig – Rijdt Fongers“ („Fahr sicher – fahr Fongers“) für mehrere Wochen eine Rampe errichten, auf der Kunden Bremsen testen konnten. In den hinter dem Hauptgebäude liegenden Hallen war die Produktion angegliedert. Mit der Inbetriebnahme des neuen Werksgebäudes entstanden mehr Fahrradteile in hauseigener Produktion und mussten nicht mehr von anderen Herstellern bezogen werden. Das gab Fongers die Möglichkeit, einen gewissen Standard und eine eigene Normung zu schaffen. Neben Maschinen für verschiedene Fahrradkomponenten und Zubehörteile besaß die Fabrik auch eine eigene Werkzeugmacherei.
Im Oktober 1917 boten eine der neuen Produktionshallen und die Radfahrschule für einige Wochen Obdach für rund 600 Belgier, die vor den Kriegshandlungen in Flandern geflohen waren. Die Geschäftsleitung hatte den Platz zu diesem Zweck von der Produktion freigestellt.
Die Radfahrschule in Groningen war 1933 Mittelpunkt einer internationalen Kunstausstellung und der damit verbundenen Feier anlässlich des 25-jährigen Bestehens des Künstlerringes De Ploeg.
Nach der Schließung der Fabrik nutzten verschiedene Pächter zeitweise den Fabrikkomplex. Ab Anfang der 1980er-Jahre stand er leer und wurde 1985 nach einem Großbrand zum größten Teil abgebrochen, nur die monumentale Fassade des Hauptgebäudes wurde restauriert. Dahinter befinden sich seit 2015 ein dreistöckiges Bürogebäude mit ca. 3600 Quadratmetern sowie ein neues Wohngebiet mit ca. 200 Wohnungen mit dem geschichtsträchtigen Namen Fongersplaats.

## Produkte

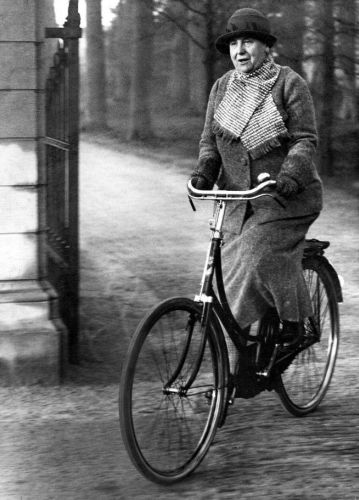
Die niederländische Königin Wilhelmina auf einem Fongers-Rad im Park von Soestdijk (1938)

Fongers begann um 1884 mit der Fertigung von Hochrädern in kleiner Stückzahl, 1892 wurde die Produktion auf das englische Sicherheitsniederrad umgestellt. In den 1890er-Jahren spiegelte sich die rasante Entwicklung des Fahrrades auch bei Fongers durch das stetige Erscheinen neuer Modelle wider. Um 1898 erhielt das Tourenrad in Anlehnung an die großen britischen Hersteller bezüglich Rahmengeometrie endgültig seine klassische Form, während andere Fahrradteile sich in vieler Hinsicht noch von den späteren Standards unterschieden.
Ungewöhnlich war die große Anzahl lieferbarer Fahrradmodelle: Schon 1899 wurden Fahrräder in 54 verschiedenen Ausführungen angeboten. Die Produktpalette nahm in den Jahren vor dem Ersten Weltkrieg weiter zu. Verschiedene Rahmengrößen von 50 bis 75 Zentimetern sowie Rahmenlackierung in anderen Farben als dem üblichen Schwarz waren schon in den 1930er-Jahren gegen Aufpreis lieferbar. Im Jahr 1895 baute das Unternehmen die ersten Tandems, ebenfalls seit dieser Zeit waren Rennräder und Lastenräder erhältlich, ab 1899 auch Kinderräder. Von 1903 an waren Räder mit Gangschaltung (anfangs zwei Gänge) lieferbar, die zunächst noch sehr teuer und fast unerschwinglich waren. Lieferant für die Schaltnaben war das britische Unternehmen Griffin, ab 1908 Sturmey-Archer.
Zusätzlich zur Fahrradproduktion begann 1922 in einer gegenüber dem Fabrikgebäude errichteten Motorenwerkstatt in bescheidenem Rahmen der Bau von Motorfahrrädern.

### Tandems
Von 1898 bis etwa 1907 waren Tandems im Verkaufssortiment und in verschiedenen Ausführungen (DD, DH und HH) lieferbar. Die Buchstabenbezeichnung stand für die vorgesehene Sitzanordnung des männlichen und weiblichen Fahrers. DD hat für den vorderen und hinteren Bereich des Tandems einen Damen-, HH einen Herrenrahmen. Das Modell DH mit der Anordnung Dame-Herr war außergewöhnlich, da das Lenken nicht wie üblich ausschließlich der Vordermann übernehmen musste, sondern mittels Lenkgestänge auch durch den Hintermann erfolgen konnte.

### Dreirad, Nutzfahrrad und Armeefahrräder
Um 1905 stellte Fongers Dreiräder her, die mit einem exzentrischen Tretlager als Kettenspanner ausgerüstet waren. Dreiräder und Dreiradtandems waren bis etwa 1940 auf Anfrage erhältlich. 1905 beauftragten die Streitkräfte Fongers mit der Herstellung einer beträchtlichen Anzahl von Armeerädern, die speziell auf die militärischen Anforderungen zugeschnitten waren und nicht in den Werbekatalogen angepriesen wurden. 1909 wurden die ersten Räder ausgeliefert. Fongers verwendete allerdings das militärische Fahrrad in der Werbung in einer Plakatserie. Es gab auch eine Variante des Armeefahrrades als Faltrad.
Im Jahr 1923 kamen das Nutzrad (Modell HHZ) und das Transportfahrrad (Modell T) auf den Markt.

## Selbst entwickelte Spezialkomponenten

### Lenkerschloss
Von 1908 bis Mitte der 1930er-Jahre wurden an die teuren Modelle zum Diebstahlschutz oft Lenkschlösser montiert. Das Fahrrad wurde zunächst noch mit abnehmbarem Drehknopf anstelle eines Schlüssels durch Blockieren der Lenkfunktion gesichert.

### Stangenbetätigte Felgenbremse

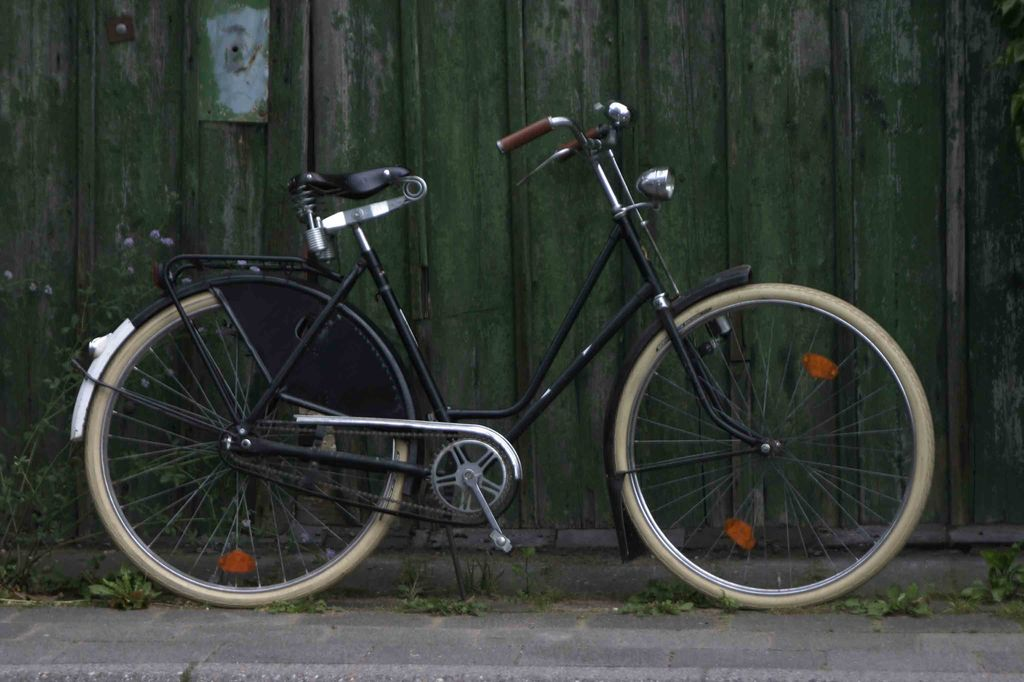
Ein Fongers Comfort Damenrad von 1973

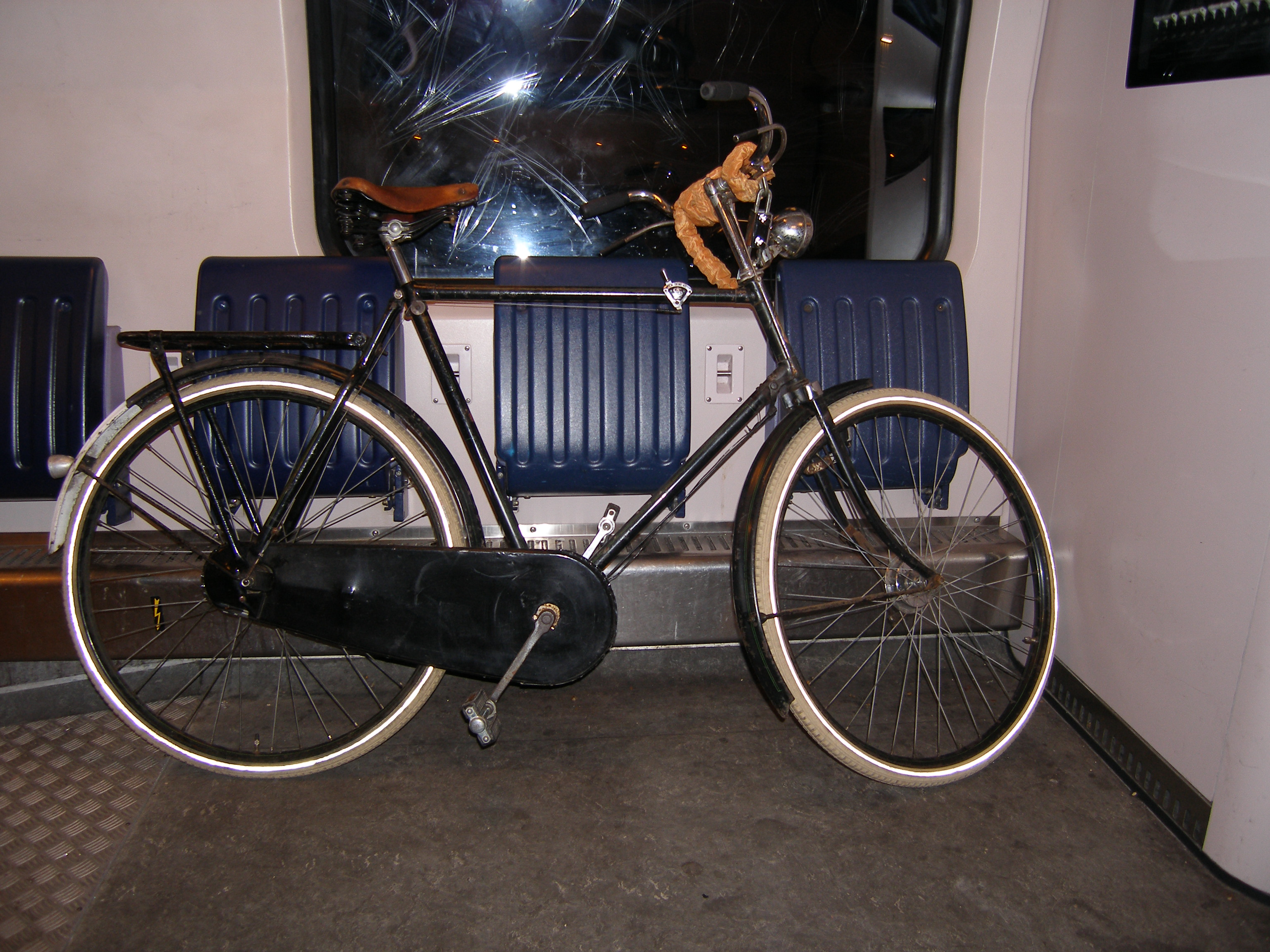
Ein Fongers von 1960 (Aufnahme vom Juni 2014 in einem Personenzug)

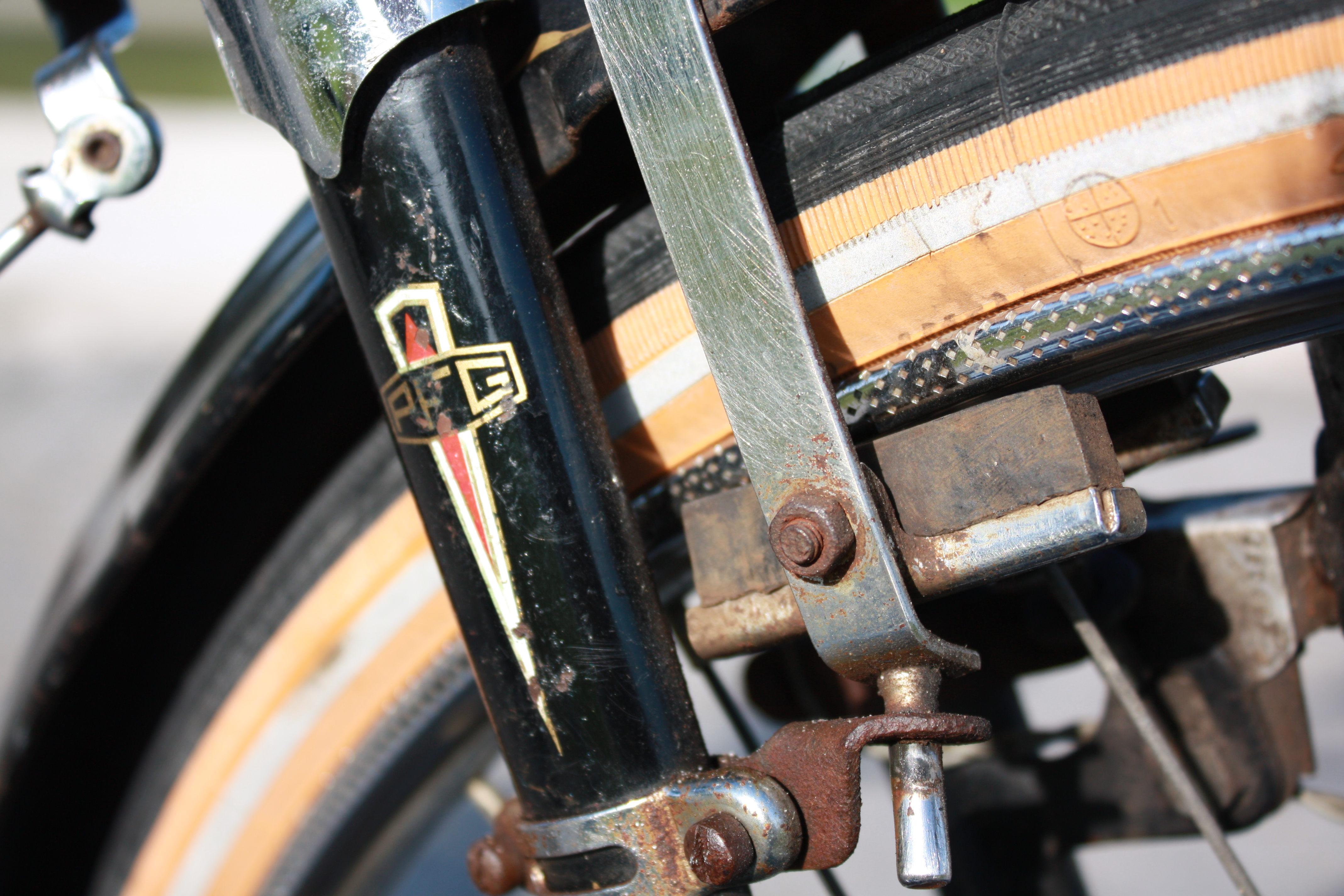
Stangenbetätigte Felgenbremse am Vorderrad

Ungefähr ab 1900 etablierte sich aus England kommend die Felgenbremse, die eine größere Bremskraft erzielte als die herkömmliche Stempelbremse. Etwa 1903 begann Fongers dieses System bei seinen Rädern zu montieren; zuerst nur am Vorderrad, später auch hinten. 1904 kam ein weiterentwickeltes, jedoch kostspieliges Bremssystem mit Bowdenzügen auf den Markt, das in den Niederlanden allerdings wenig verbreitet war. 1908 stellte Fongers seine neue stangenbetätigte Felgenbremse vor. Über die Betätigung des Bremshebels am Lenker zog man an einer Stange die Bremsklötze, die an einem U-Profil-Rahmen befestigt waren, der sich an die Felge presste. Die Hinterradbremsstangen waren mit Scharnieren und geführt über Lederriemen (ab 1909 mit drei Metallnocken) am Rahmen befestigt. Die Hinterradbremse saß unter dem Sattel, was zwar wegen einer zusätzlichen Umlenkung der Bremsstange kostspieliger, aber auch wesentlich weniger anfällig war als die übliche Montage auf der liegenden Hinterradgabel.

### Hygienesattel
Von 1910 bis 1960 montierte Fongers sogenannte hygienische Sättel aus eigener Herstellung und unter eigenem Markennamen. Wie auch die frühen englischen Fahrradsättel hatte der hygienische Sattel anfangs noch einzelne Stahlfedern für ein gefedertes und bequemes Sitzen, die später durch Doppelfedern ersetzt wurden. Ab den 1920er-Jahren waren es vernickelte Federn sowie Nieten auf der Oberseite der Lederdeckbespannung. 1924 entwickelte Fongers seine eigene Sattelstütze, bei der der Sattel horizontal verschoben werden konnte.

### Kardanantrieb
1899 stellte Fongers ein über Kardanwelle betriebenes Fahrradmodell vor. Im Werbeprospekt hieß es, dass man eigentlich kein Befürworter dieses Modellkonzeptes sei, es aber dennoch anbiete, um den Bedürfnissen eines (vermutlich kleinen) Kundenkreises gerecht zu werden. Kurz nach 1900 erschienen Räder in dieser Ausführung nicht mehr.

### Schutzbleche
Die Schutzbleche von Fongers hatten wie auch die anderen hauseigenen Produkte eine markante Form. Bis 1923 waren es noch ziemlich schmale Bretter mit einem seitlich abgerundeten Profilabschluss von ca. 5 cm Breite, die an einer hervorstehenden Lasche an der Gabel und mit Ösen an den Achsen befestigt waren.
1934 erhielten die Schutzbleche ein (im Querschnitt) runderes und röhrenförmiges Aussehen und verbreiterten sich auf rund 6 cm. Bis 1923 endete das vordere Schutzblech unmittelbar an der Gabel, ab 1924 verlängerte man es durch ein separates flaches Schutzblechstück, das dem U-Profil der Stangenbremse noch genügend Raum ließ. Die meisten Fongers-Modelle hatten doppelte grüne Zierstreifen auf dem Schutzblech.

## Reklame und Verkauf

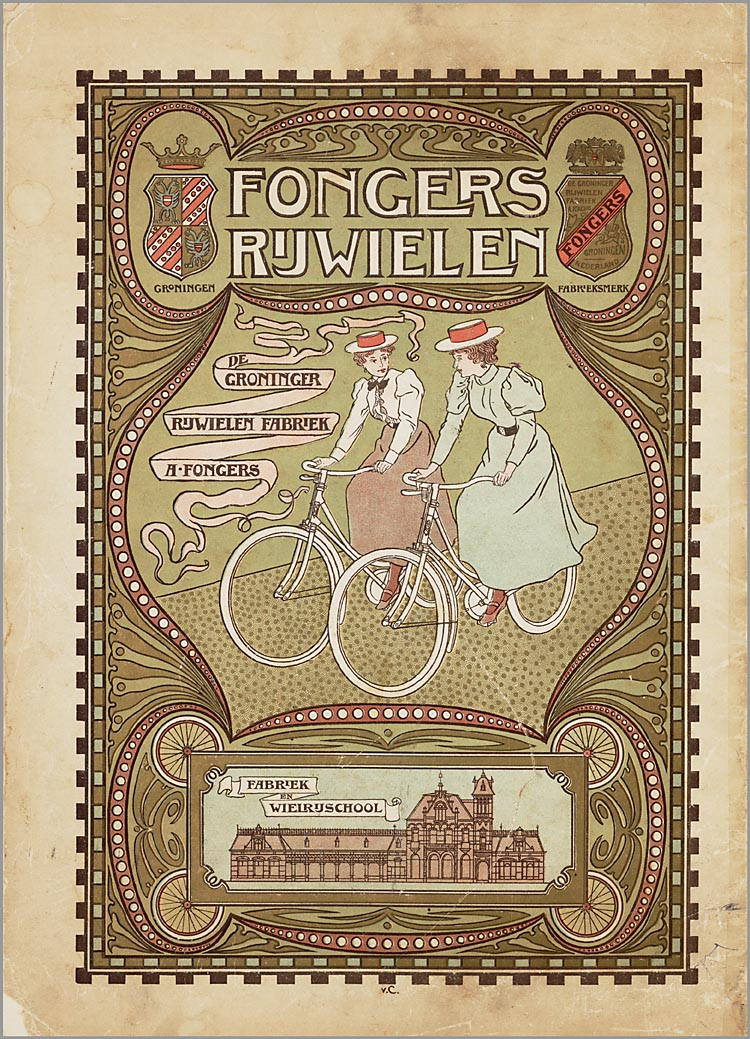
Entwurf für eine Werbeanzeige von J.G. van Caspel aus dem Jahr 1898

Mehr als jeder andere niederländische Fahrradhersteller machte Fongers auf dem Gebiet Marketing schon früh von sich reden.  Bis 1940 erschien jedes Jahr ein auf einer einheitlichen Vorlage basierender Fahrradprospekt. Neben der Beschreibung der angebotenen Vielzahl von Modellen und deren Preisen enthielten diese Prospekte viele technische Informationen, in denen der Aufbau und Betrieb der speziellen von Fongers entwickelten Fahrradteile detailliert beschrieben wurde. Ab den 1950er-Jahren erhielten die Prospekte eine weniger formale Erscheinung und in den 1960er-Jahren wurden nur noch „normale“ Flugblätter ausgegeben.
Berühmt sind die Werbeposter von Fongers: Von 1896 bis 1920 wurde mindestens ein Dutzend großer Plakate veröffentlicht, die als Werbematerial den Niederlassungen und Vertretungen vorbehalten waren. Bekannt sind die Plakate von F. G. Schlette und ein Plakat von Jan Rotgans mit der Darstellung „Die niederländische Jungfrau“.
Noch weitere namhafte niederländische Künstler wie Willy Sluiter, André Vlaanderen und Johann Georg van Caspel standen bei Fongers unter Vertrag gestanden.
Die Plakatserie „Armee“ ist vielleicht die bekannteste.
Auch in Zeitschriften inserierte Fongers häufig. In der Zeitschrift Toeristenkampioen des Algemene Nederlandse Wielrijdersbond (ANWB, dt.: Allgemeiner niederländischer Radfahrerverbund) war in der Vorkriegszeit oft eine ganzseitige Anzeige zu finden. Emaille-Reklameschilder rundeten das Vermarktungskonzept ab.

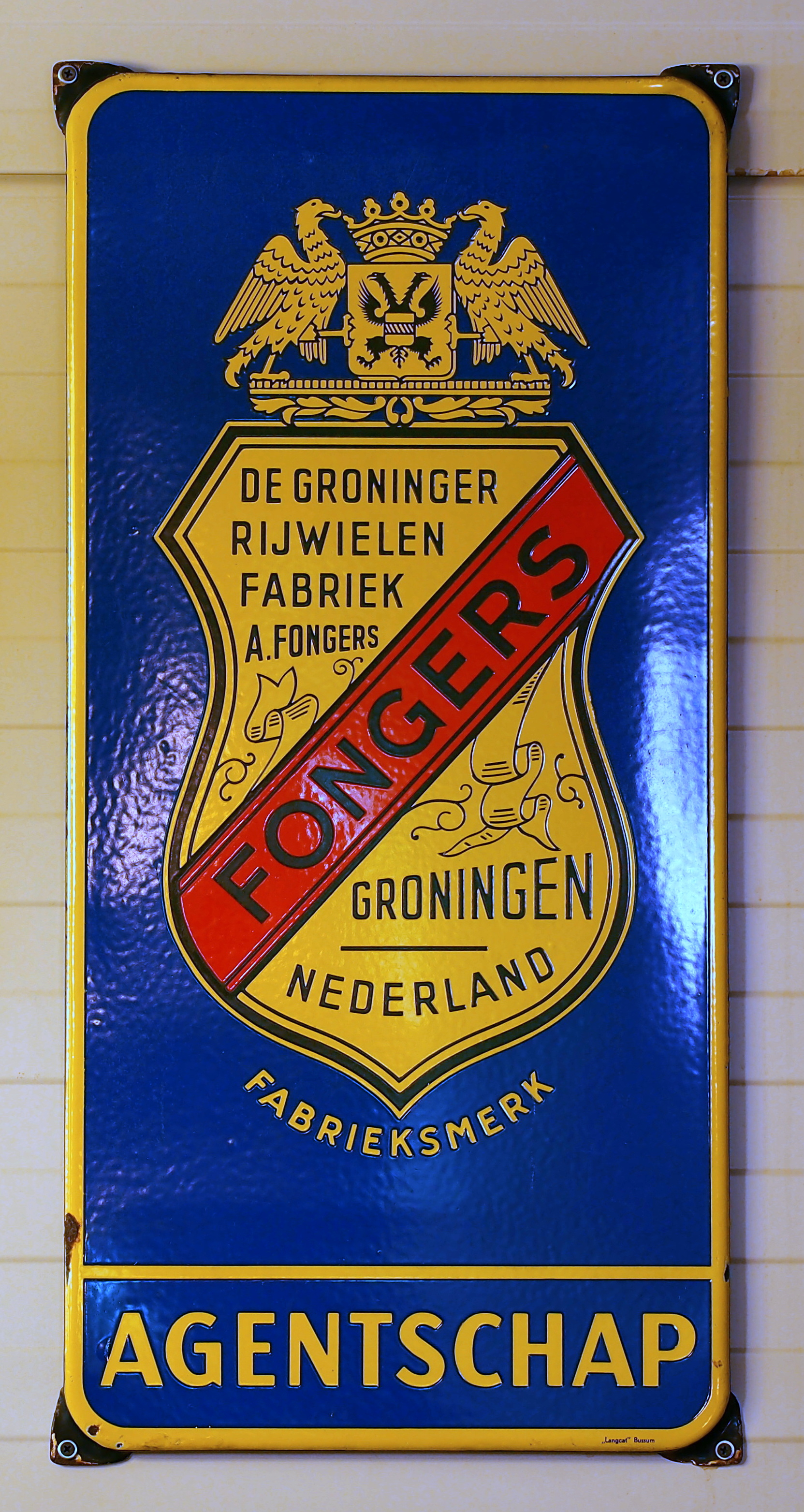
Firmenschild einer Zweigstelle

Beim Verkauf unterschied sich Fongers von anderen Radherstellern durch frühzeitige Einrichtung von acht Verkaufsfilialen, die neben der Hauptfiliale in Groningen seit ungefähr 1895 in einigen niederländischen großen Städten eröffnet wurden: Zwolle, Arnhem, Utrecht, Rotterdam, Amsterdam, s’Gravenhage, zuletzt auch in Assen und Middelburg. Vermutlich war Fongers Eigentümer dieser Geschäfte, in denen das gesamte Fongerssortiment besichtigt und auf Wunsch des Kunden auch zur Besichtigung vor dem Kauf angeliefert werden konnte. Fünf der acht Filialen hatten hauseigene Radfahrschulen.
Dank einer breit gefächerten Modellpalette und der Möglichkeit, Sondermodelle in Einzelaufträgen anzufertigen, hatte Fongers eine gute Ausgangsposition in der noch bescheidenen, aber rasch wachsenden niederländischen Fahrradindustrie. In den Jahren 1900 bis 1905 stieg die Produktion auf ein Niveau von 2000 Rädern pro Jahr. Um 1905 trat neben verschiedenen staatlichen Einrichtungen wie der Polizei sogar das Militär der Kundschaft bei. Der Besuch des Prinzen Hendrik (Prinzgemahl von Königin Wilhelmina) bei Fongers im Juni 1909 verhalf dem jungen Unternehmen zu großer Publizität. Im selben Jahr wurden die ersten Fahrräder an die Armee in Niederländisch-Indien geliefert. Die Königin selbst fuhr ein Fongers-Rad, das nach aufwändiger Restaurierung in den 1990er-Jahren im Velorama in Nijmegen ausgestellt wurde.
Nach dieser Lieferung begann im ersten Jahrzehnt des neuen Jahrhunderts auch der Export von Rädern für einen breiteren Kundenkreis nach Niederländisch-Indien; weitere Niederlassungen entstanden in Suriname und Neuguinea. Vor allem Händler auf den Inseln Java und Sumatra waren Großabnehmer.

## Heutige Situation
Die Produkte von Fongers wie auch das Werbematerial sind unter Liebhabern gesuchte und begehrte Sammlerobjekte, die Fahrräder findet man hier und da auch für den täglichen Gebrauch. Indonesien als ehemalige niederländische Kolonie und großer Importeur von Fongers-Rädern zwischen den beiden Weltkriegen erlebt eine Renaissance. Das Fahren auf alten niederländischen Fahrrädern, oft sogar in Bekleidung aus der Kolonialzeit, ist dort in Mode.